# Transit O-7
Transit O-7 – amerykański wojskowy satelita nawigacyjny; siódmy statek Transit serii operacyjnej.
Stanowił część systemu nawigacji dla okrętów podwodnych US Navy przenoszących pociski balistyczne typu UGM-27 Polaris. Zbudowany przez Naval Avionics Facility. Przestał działać po kilku tygodniach z powodu awarii.
Satelita pozostaje na orbicie okołoziemskiej, której trwałość szacuje się na 1000 lat.